# Agrostis
- Commons
- Wikispecies

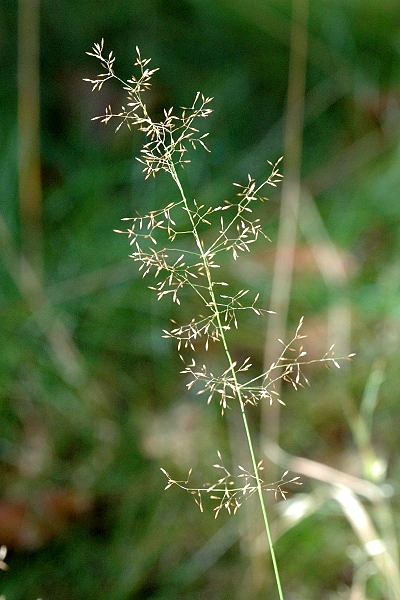
Agrostis canina.

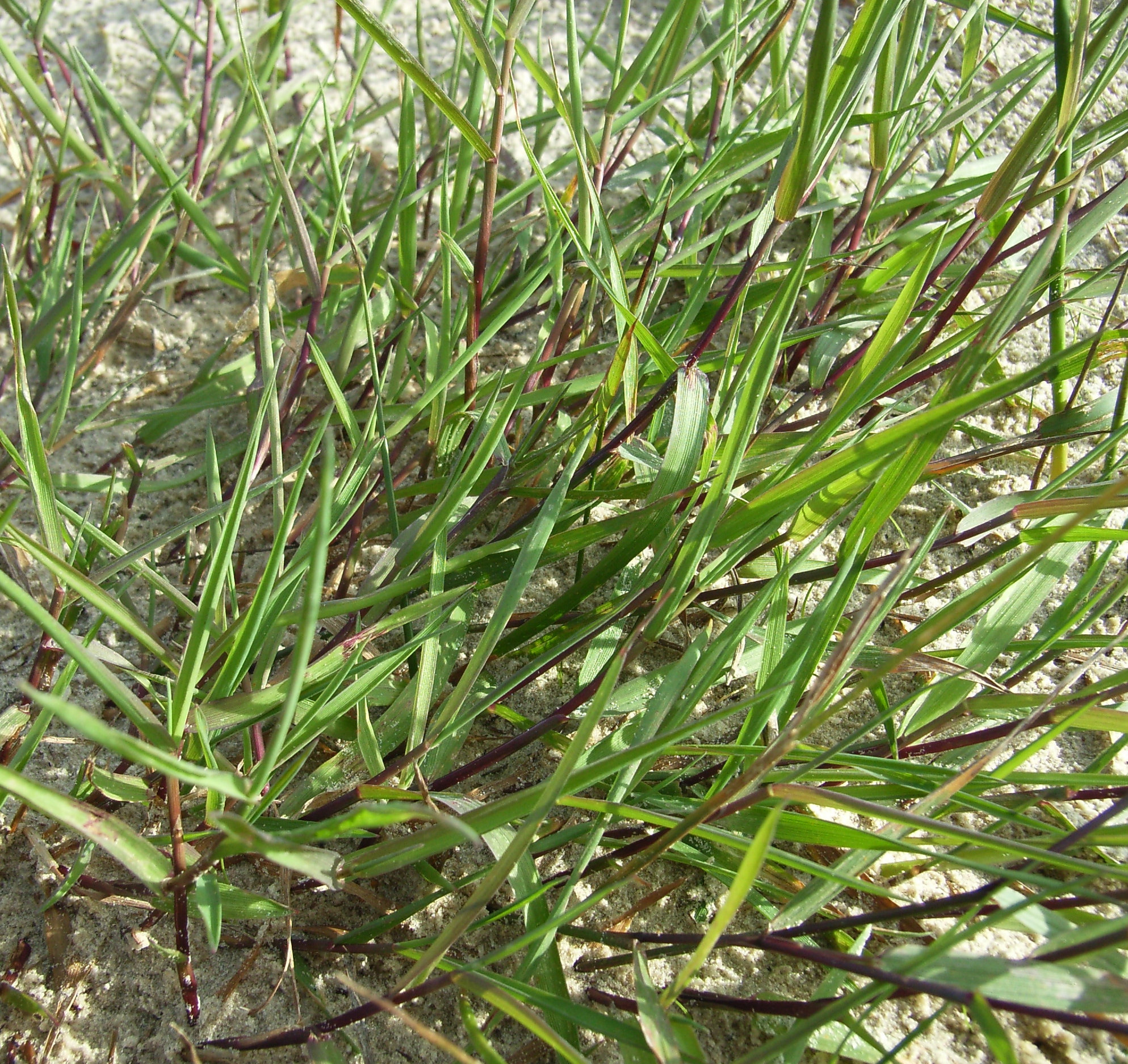
Agrostis stolonifera.

Agrostis  L. (agroste) é um género botânico pertencente à família Poaceae, subfamília Pooideae, tribo Aveneae.
Apresenta aproximadamente 945 espécies, que se encontram em África, na Europa, Ásia, Australásia, Pacífico, América do Norte, América do Sul e Antártica.
De acordo com o sistema de Jussieu (1789), a taxonomia do género Agrostis, insere-se na ordem das gramíneas e na classe dos Monocotyledones com estames hipogínicos.

## Sinonímia
| - Agraulus P.Beauv. - Agrestis Bubani (SUS) - Anomalotis Steud. - Bromidium Nees & Meyen - Candollea Steud. (SUS) - Decandolia Bastard (SUS) - Didymochaeta Steud. - Heptaseta Koidz. (SUI) - Lachnagrostis Trin. | - Linkagrostis Romero Garcia, Blanca & C.Morales - Neoschischkinia Tzvelev - Notonema Raf. - Pentatherum Nabelek - Podagrostis (Griseb.) Scribn. & Merr. - Senisetum Honda - Trichodium Michx. - Vilfa Adans. |

## Espécies
| - Agrostis aequivalvis (Trin.) Trin. - Agrostis agrostiflora (Beck) Rauschert - Agrostis alpina Scop. - Agrostis anadyrensis Soczava - Agrostis avenacea J. F. Gmel. - Agrostis bergiana Trin. - Agrostis borealis Hartm. - Agrostis breviculmis Hitchc. - Agrostis canina L. - Agrostis capensis (L.) Lam. - Agrostis capillaris L. - Agrostis castellana Boiss. & Reut. - Agrostis clavata Trin. - Agrostis curtisii Kerguélen - Agrostis dyeri Petrie - Agrostis elliottiana Schult. - Agrostis eriantha Hack. - Agrostis exarata Trin. - Agrostis flaccida Hack. - Agrostis gigantea Roth - Agrostis hendersonii Hitchc. - Agrostis hugoniana Rendle - Agrostis humilis Vasey - Agrostis hyemalis (Walter) Britton - Agrostis hygrometrica Nees - Agrostis idahoensis Nash - Agrostis inaequiglumis Griseb. - Agrostis keniensis Pilg. | - Agrostis koelerioides E. Desv. - Agrostis lachnantha Nees - Agrostis leptotricha E. Desv. - Agrostis limprichtii Pilg. - Agrostis longiligula Hitchc. - Agrostis lyallii Hook. f. - Agrostis maritima Lam. - Agrostis mertensii Trin. - Agrostis microphylla Steud. - Agrostis mongolica Roshev. - Agrostis montevidensis Spreng. ex Nees - Agrostis munroana Aitch. & Hemsl. - Agrostis nebulosa Boiss. & Reut. - Agrostis nipponensis Honda - Agrostis pallida With. - Agrostis perennans (Walter) Tuck. - Agrostis planifolia K. Koch - Agrostis retrofracta Willd. - Agrostis rupestri All. - Agrostis scabriglumis Boiss. & Reut. - Agrostis stolonifera L. - Agrostis tenuifolia M. Bieb. - Agrostis thurberiana Hitchc. - Agrostis tolucensis Kunth - Agrostis transcaspica Litv. - Agrostis trinii Turcz. - Agrostis vidalii Phil. - Agrostis vinealis Schreb. |

- «PPP-Index Lista de espécies»

## Classificação
| Sistema | Classificação                   | Referência               |
| ------- | ------------------------------- | ------------------------ |
| Linné   | Classe Triandria, ordem Digynia | Species plantarum (1753) |